# Milhã

Milhã este un oraș în statul Ceará (CE) din Brazilia.